# Jechiel ben Josef
Jechiel ben Josef von Paris (geb. Ende des 12. Jahrhunderts in Meaux; gest. um 1286 in Palästina) war ein Talmudist und Tosafist aus Nordfrankreich.

## Leben
Er war Schüler von Rabbi Juda ben Isaak Messer Leon und sein Nachfolger als Rosch Jeschiva von Paris. Von ihm stammen viele Tosafot. Bekannt wurde er als Gegner von Nikolaus Donin anlässlich der Pariser Talmuddisputation vom Jahr 1240, die zur ersten großen Talmudverbrennung führte. Er blieb weiterhin Oberhaupt der Pariser Schule. Um 1260 wanderte er mit einem Teil seiner Anhänger nach Israel aus und siedelte sich in Akko an, wo er die Talmudschule Midrasch ha-Gadol de-Paris gründete.